# Harmalina
Harmalina es un indol alcaloide, fluorescente, psicoactivo del grupo de los alcaloides de harmala y beta-carbolinas. Es la forma reducida hidrogenada de harmina.

## Presencia en la naturaleza
Varias plantas contienen harmalina incluyendo Peganum harmala, así como la enredadera amazónica Banisteriopsis caapi, utilizada para preparar la decocción ayahuasca. Está presente en un 3% en peso seco, los alcaloides harmala pueden ser extraídos de las semillas de Peganum harmala.

## Efectos

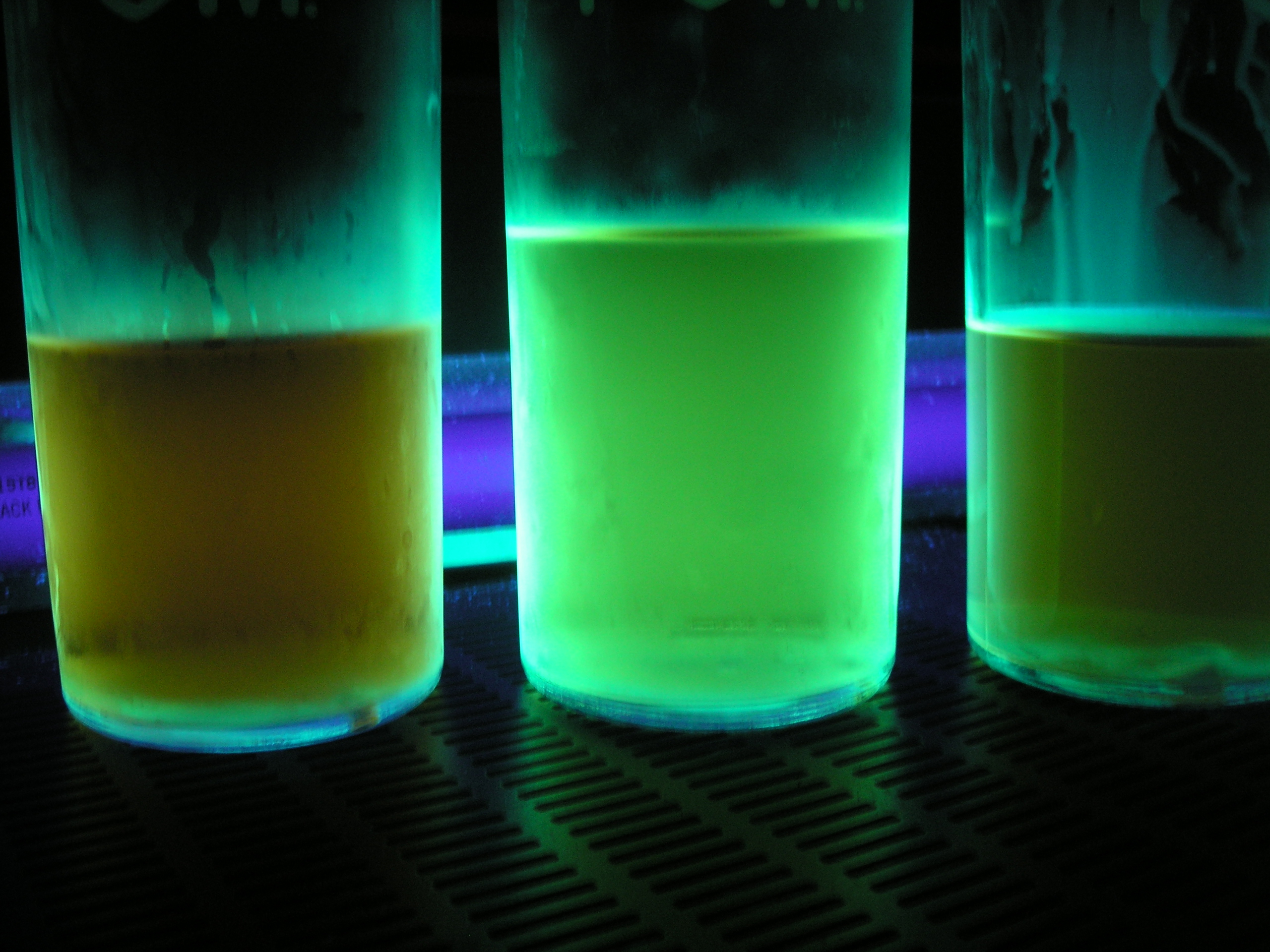
Harmaline y harmina fluorescente bajo luz ultravioleta. Estos tres extracciones indican que la del medio tiene una mayor concentración de los dos compuestos.

Harmalina es un estimulante del sistema nervioso central y un inhibidor reversible de la MAO-A (IMAO). Esto significa que el riesgo de una crisis hipertensiva, una peligrosa crisis de la presión arterial alta por comer alimentos ricos en tiramina, como el queso, es probable inferior con harmalina que con IMAO irreversibles como fenelzina.